# Luftwaffenkommando Ost
Das Luftwaffenkommando Ost war eine Kommandobehörde der Luftwaffe der Wehrmacht im Zweiten Weltkrieg.

## Geschichte
Das Luftwaffenkommando Ost ging am 1. April 1942 aus dem Generalkommando V. Fliegerkorps hervor. Das Hauptquartier lag in Smolensk, im deutschbesetzten Teil der Sowjetunion. Es übernahm den Einsatzraum in der Mitte der Ostfront, in dem die im November 1941 abgezogene Luftflotte 2 tätig war. Anschließend hatte das VIII. Fliegerkorps den Luftkrieg in diesem Bereich übernommen, das nun ebenfalls abgezogen wurde.
Das Luftwaffenkommando Ost erhielt seine Befehle direkt vom Oberkommando der Luftwaffe. In dem Jahr seines Bestehens war es in alle größere Unternehmen der Heeresgruppe Mitte involviert, wie die Schlacht von Rschew, das Unternehmen Hannover und das Unternehmen Wirbelwind.
Am 6. Mai 1943 wurde das Luftwaffenkommando Ost zur Luftflotte 6 erweitert.

## Personen

### Befehlshaber
| Dienstgrad          | Name             | von           | bis         |
| ------------------- | ---------------- | ------------- | ----------- |
| General der Flieger | Robert von Greim | 1. April 1942 | 6. Mai 1943 |

### Chef des Stabes
| Dienstgrad | Name            | von              | bis              |
| ---------- | --------------- | ---------------- | ---------------- |
| Oberst     | Hermann Plocher | 1. April 1942    | 15. Januar 1943  |
| Oberst     | Otto Heymer     | 15. Januar 1943  | 25. Februar 1943 |
| Oberst     | Friedrich Kless | 26. Februar 1943 | 6. Mai 1943      |

## Unterstellung
| Unterstellung              | von           | bis         |
| -------------------------- | ------------- | ----------- |
| Oberkommando der Luftwaffe | 1. April 1942 | 6. Mai 1943 |

## Unterstellte Verbände
| Mai 1942 |                                                                               |
| -------- | ----------------------------------------------------------------------------- |
| Mai 1942 | 1. Flieger-Division; 2. Flieger-Division 18. Flak-Division; 12. Flak-Division |